# Loveridgea
Loveridgea — рід плазунів родини амфісбенових (Amphisbaenidae). Представники цього роду є ендеміками Танзанії. Рід названий на честь британського герпетолога Артура Лавріджа.

## Види
Рід Loveridgea нараховує 2 види:
- Loveridgea ionidesii (Battersby, 1950)
- Loveridgea phylofiniens (Tornier, 1899)